# Anatomy of Plants
Anatomy of Plants ("Anatomía de las plantas") es la obra más importante publicada por Nehemiah Grew. La obra, publicada en 1682, era en gran parte una recopilación de sus antiguos trabajos, contaba con 82 imágenes y estaba dividida en cuatro volúmenes: «Anatomy of Vegetables begun», «Anatomy of Roots», «Anatomy of Trunks» y «Anatomy of Leaves, Flowers, Fruits and Seeds».
La Anatomía es especialmente notable por sus descripciones sobre las estructuras de las plantas, además identifica casi todas las diferencias claves de la morfología del tallo y la raíz. Por otra parte, demostró que las flores de la Asteraceae están constituidas de múltiples unidades y dedujo correctamente que los estambres son los órganos masculinos de las flores. La Anatomía de las Plantas contiene también una de las primeras descripciones microscópicas del polen, observando que los mismos eran transportados por las abejas, aunque no llegó a realzar el significado de esta observación.